# ویکتوریو اوکانو
ویکتوریو اوکانو (انگلیسی: Victorio Ocaño؛ زادهٔ ۹ ژوئن ۱۹۵۴) بازیکن فوتبال اهل آرژانتین است.
از باشگاه‌هایی که در آن بازی کرده‌است می‌توان به اشاره کرد.
وی همچنین در تیم ملی فوتبال آرژانتین بازی کرده‌است.